# Hyperythra ennomaria
Hyperythra ennomaria är en fjärilsart som beskrevs av Achille Guenée 1858. Hyperythra ennomaria ingår i släktet Hyperythra och familjen mätare. Inga underarter finns listade i Catalogue of Life.